# Campo Limpo Paulista (kommun)
Campo Limpo Paulista är en kommun i Brasilien.   Den ligger i delstaten São Paulo, i den sydöstra delen av landet, 800 km söder om huvudstaden Brasília. Antalet invånare är 74 114.
Följande samhällen finns i Campo Limpo Paulista:
- Campo Limpo Paulista

Runt Campo Limpo Paulista är det i huvudsak tätbebyggt. Runt Campo Limpo Paulista är det mycket tätbefolkat, med 3 249 invånare per kvadratkilometer.